# Apurimacia libertatis
Apurimacia libertatis är en ärtväxtart som beskrevs av Hermann August Theodor Harms. Apurimacia libertatis ingår i släktet Apurimacia och familjen ärtväxter. Inga underarter finns listade i Catalogue of Life.